# جرایم زمانی
جرایم زمانی (اسپانیایی: Los Cronocrímenes‎) یک فیلم در ژانر علمی تخیلی به کارگردانی ناچو ویگالوندو است که در سال ۲۰۰۷ منتشر شد. از بازیگران آن می‌توان به ناچو ویگالوندو، باربارا گوئناگا، و کارا الخالده اشاره کرد.